# 君坝镇
君坝镇，是中华人民共和国四川省甘孜藏族自治州理塘县下辖的一个乡镇级行政单位。

## 行政区划
君坝镇下辖以下地区：
卡公村、合中村、西依村、俄拉村、伦多村、洼乃村、火古龙村、若西村、格拉村、协合村、仁坝村和俄河村。